# Tenente colonnello generale
Tenente colonnello generale è un grado militare in uso nelle forze armate di alcuni paesi nati dalla dissoluzione della Jugoslavia.

## Jugoslavia
Nella Armata popolare jugoslava, tenente colonnello generale era il terzo grado più alto per gli  ufficiali generali. La scala completa era la seguente:
maggior generale – tenente colonnello generale – colonnello generale – generale d'armata.
Questo schema seguiva quello in uso in Unione Sovietica con la differenza della ridenominazione di tenente generale in  tenente colonnello generale per analogia con la gerarchia dei gradi degli ufficiali superiori: maggiore – tenente colonnello – colonnello.
Sopra questi gradi vi era il grado di generale (serbo-croato: Генерал; traslitterato: General) riservato esclusivamente al Vice Comandante Supremo delle forze armate della Repubblica Socialista Federale di Jugoslavia (serbo-croato: Заменик Врховног Команданта Оружаних Снага СФРЈ; traslitterato: Zamenik Vrhovnog Komandanta Oružanih Snaga SFRJ) e il grado di Maresciallo di Jugoslavia (serbo-croato: Маршал Југославије, traslitterato: Maršal Jugoslavije; sloveno: Maršal Jugoslavije; macedone: Маршал на Југославија, traslitterato: Maršal na Jugoslavija) da considerarsi più un titolo onorifico che un grado vero e proprio essendo stata una prerogativa del solo Tito primo e unico ad essere stato insignito di tale titolo insignito quale Comandante Supremo delle forze armate della Repubblica Socialista Federale di Jugoslavia (serbo-croato: Врховни Командант Оружаних Снага СФРЈ; traslitterato: Vrhovni Komandant Oružanih Snaga SFRJ  SFRJ), che accanto al titolo di "Maresciallo" e "Comandante supremo") manteneva anche la funzione permanente di Presidente della Repubblica Socialista Federale di Iugoslavia e di capo della Lega dei Comunisti di Jugoslavia.

## Paesi post-jugoslavi
Tra gli stati che un tempo facevano parte della ex Jugoslavia il grado è tuttora in uso nelle forze armate di Serbia, Slovenia e Macedonia del Nord, dove è il secondo grado più alto nella gerarchia. I gradi di colonnello generale e generale d'armata sono stati aboliti, e sono stati introdotti di gradi di brigadiere generale e generale, seguendo l'uso americano e di altri paesi della NATO.
La gerarchia completa è la seguente:
brigadiere generale – maggiore generale – tenente colonnello generale – generale.
Il grado era in uso anche nel disciolto esercito della Repubblica serba di Bosnia
Tra i paesi nati dalla dissoluzione della Jugoslavia l'unico nelle cui forze armate rimane in vigore il grado di colonnello generale è la Bosnia Erzegovina.